# Butanotiol
Butanotiol é um mercaptano. Inalá-lo pode causar fraqueza, confusão, tosse, tontura, sonolência, náusea, vômitos e falta de ar. Essa substância irrita os olhos, pele e trato respiratório. Também pode ter impacto na tireoide e no sistema nervoso, e causar prejuízo na consciência.